# Gornja Kravarica
Gornja Kravarica (em cirílico: Горња Краварица) é uma vila da Sérvia localizada no município de Lučani, pertencente ao distrito de Moravica, na região de Stari Vlah, Dragačevo. A sua população era de 367 habitantes segundo o censo de 2011.

## Demografia
| 1948 | 1953 | 1961 | 1971 | 1981 | 1991 | 2002 | 2011 |
| ---- | ---- | ---- | ---- | ---- | ---- | ---- | ---- |
| 1041 | 991  | 864  | 832  | 648  | 515  | 419  | 367  |